# Isabel II de España
Isabel II de España, llamada «la de los Tristes Destinos» o «la Reina Castiza» (Madrid, 10 de octubre de 1830-París, 9 de abril de 1904), fue reina de España entre 1833 y 1868, gracias a la derogación del Reglamento de sucesión de 1713 (comúnmente denominado «Ley Sálica» aunque, técnicamente, no lo fuera) por medio de la Pragmática Sanción de 1830. Esto provocó la insurgencia del infante Carlos María Isidro, que era hermano de Fernando VII y tío de Isabel II, y que ya había intentado proclamarse rey con el apoyo de los grupos llamados «carlistas» durante la agonía de Fernando.

## Biografía

### Minoría de edad
La futura Isabel II era hija del rey Fernando VII y de su cuarta esposa, María Cristina de Borbón-Dos Sicilias. Su padre había estado casado anteriormente en tres ocasiones, pero ninguna de sus esposas le había dado descendencia que le pudiese suceder. En previsión de una eventual falta de descendencia directa masculina, el 29 de marzo de 1830, el rey Fernando VII, en detrimento de su hermano Carlos María Isidro, promulgó la Pragmática Sanción de 1830. Esta Ley se limitó a publicar el texto aprobado por las Cortes en 1789, conocido como la Pragmática Sanción de 1789, y que, restaurando el sistema de sucesión tradicional en España, permitía a su descendencia femenina sucederle tras su fallecimiento, si el soberano fallecía sin hijos varones. El monarca solo tuvo dos hijas, Isabel y su hermana, la infanta Luisa Fernanda, nacida en 1832.

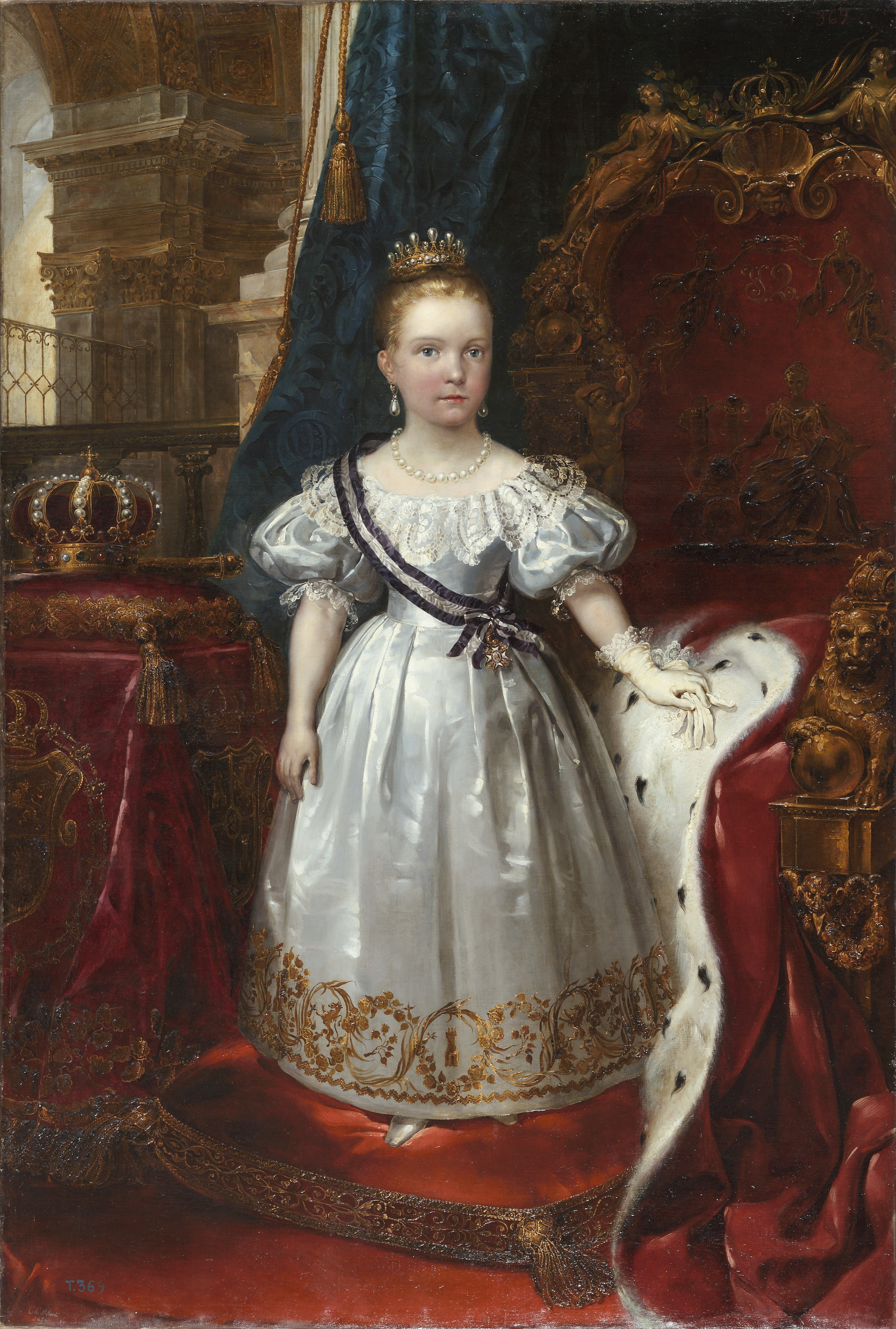
Isabel II niña (c.1835), por Carlos Luis de Ribera, Museo del Prado (en depósito en el Museo del Romanticismo). Óleo sobre lienzo.

Nació el 10 de octubre de 1830 en el Palacio Real de Madrid. Fue bautizada en la capilla del mismo el día siguiente de su nacimiento, siendo sus padrinos sus abuelos: el rey de las Dos Sicilias, Francisco I y su esposa María Isabel de Borbón. Tras ello, el 13 de octubre de 1830 y de acuerdo con la Pragmática Sanción de 1830, su padre mandó que, hasta el eventual nacimiento de un hijo varón, se guardasen a la infanta heredera los honores de correspondientes a los príncipes de Asturias. El 20 de junio de 1833, fue jurada como princesa heredera en la iglesia de San Jerónimo el Real de Madrid, lugar tradicional de la jura de los príncipes de Asturias.
Isabel II ascendió al trono de España el 29 de septiembre de 1833 tras la muerte de su padre, sin haber cumplido todavía los tres años de edad, motivo por el cual fue necesario nombrar a su madre regente del reino.
Su nacimiento y posterior ascensión al trono provocó el inicio de un largo conflicto dinástico, pues su tío, el infante Carlos María Isidro de Borbón, hasta entonces primero en la sucesión a la corona, no aceptó que Isabel fuese nombrada Princesa de Asturias y luego Reina de España. La oposición del infante Carlos a la Pragmática Sanción condujo a este al exilio en el extranjero. La división entre isabelinos y carlistas acabó provocando la primera guerra carlista.
Durante los primeros años de su reinado, mientras Isabel era una niña, la regencia fue asumida por su madre, María Cristina de Borbón-Dos Sicilias; su regencia duraría hasta 1840 y coincidiría con la primera guerra carlista (1833-1840). Desde el 17 de octubre de 1840 hasta el 23 de julio de 1843 la regencia fue asumida por el general Baldomero Espartero, que finalmente también fue obligado a abandonar el cargo debido al bombardeo de Barcelona de 1842, que significó la pérdida de su apoyo político. Desde ese día el Gobierno provisional ejerció de facto la regencia hasta que, reunidas de nuevo las Cortes, estas decidieron adelantar un año la mayoría de edad de la reina, prevista para cuando cumpliera catorce años. Así, el 8 de noviembre de 1843, Isabel II fue declarada mayor de edad por 193 votos a favor frente a 16 en contra. Dos días después, Isabel II juró la Constitución en sesión solemne ante las Cortes.

### Matrimonio y descendencia

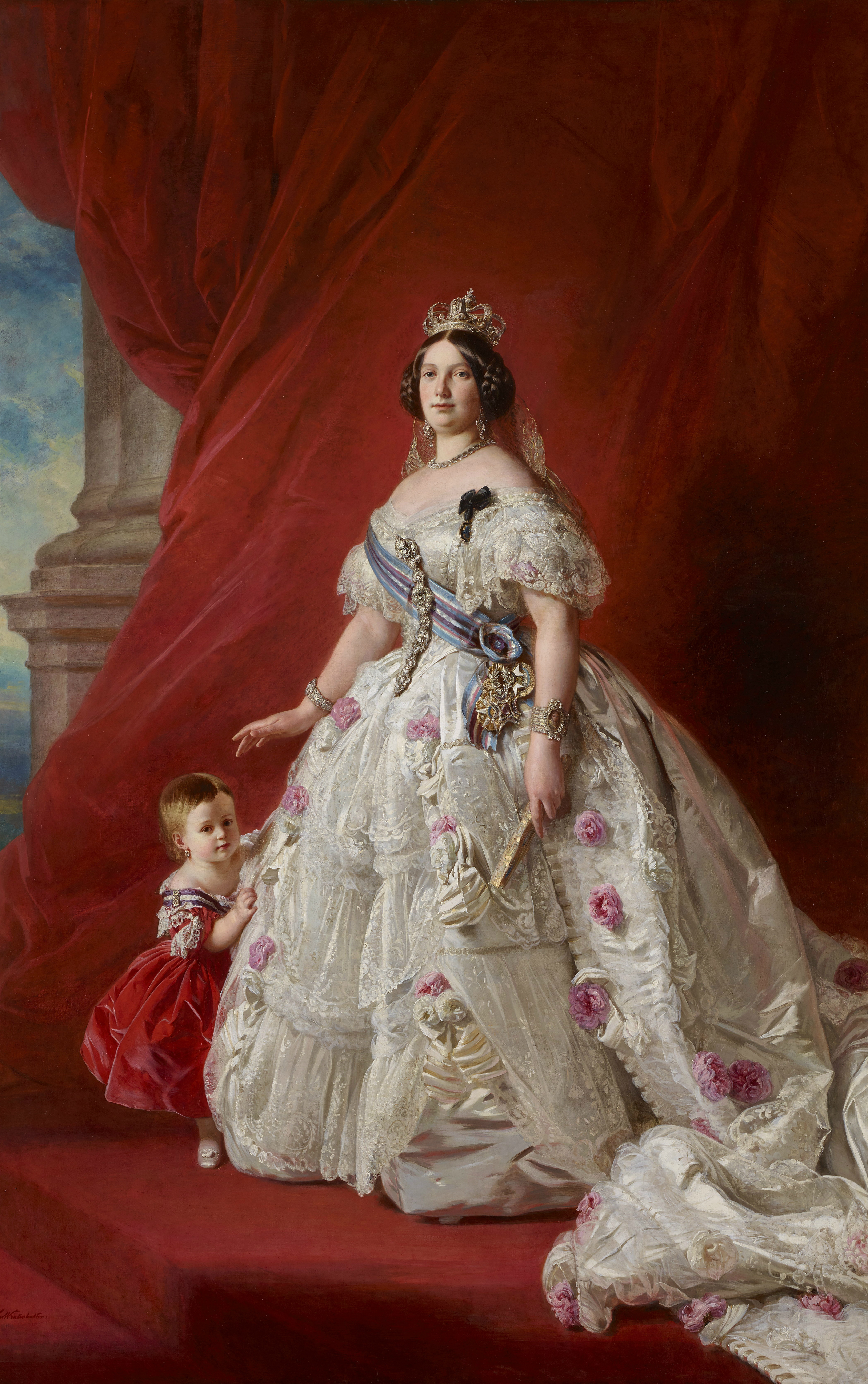
Isabel II en 1852, retratada junto a su hija Isabel. Franz Xaver Winterhalter, Palacio Real de Madrid.

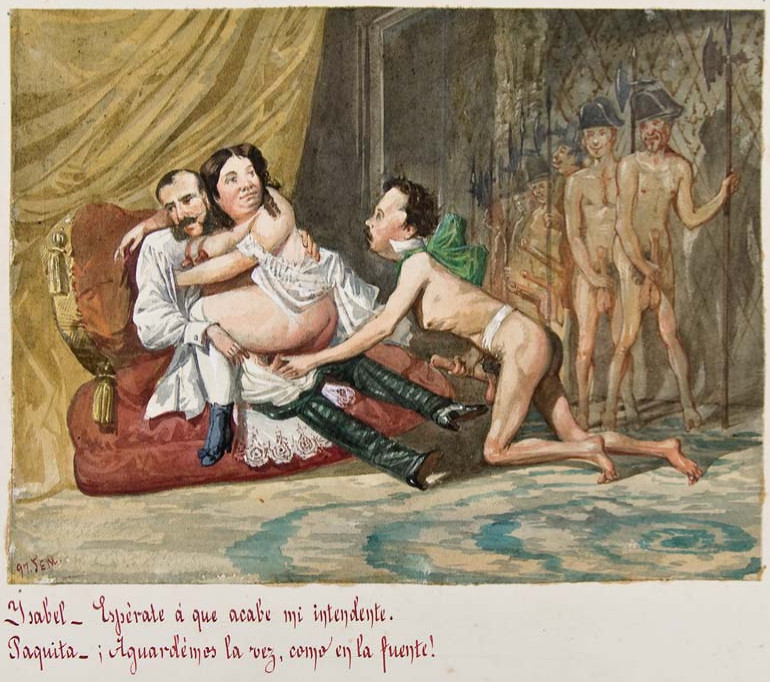
Acuarela 97 de la serie Los Borbones en pelota. Ilustra satíricamente el tipo de comentarios que con respecto al matrimonio real corrían por la época.

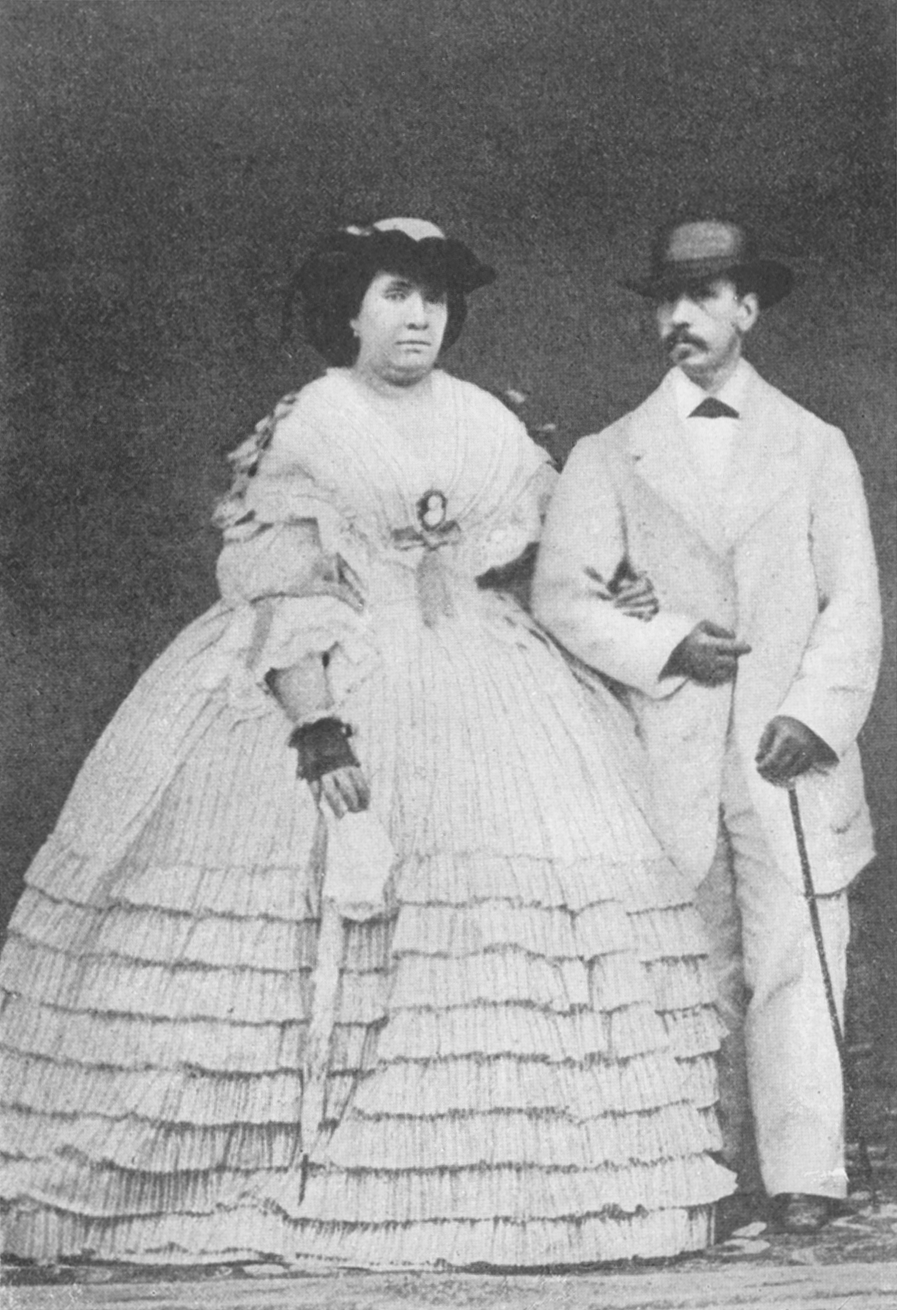
Isabel II y su marido, Francisco de Asís de Borbón.

Cuando Isabel II contaba dieciséis años, el Gobierno arregló un matrimonio con su primo, el infante Francisco de Asís de Borbón, duque de Cádiz. Los cónyuges eran primos carnales por vía doble, pues el padre de él, el infante Francisco de Paula, era hermano de Fernando VII, mientras que su madre, Luisa Carlota de Borbón-Dos Sicilias, era hermana de la regente María Cristina. El matrimonio hizo aguas muy pronto, y nunca sería feliz.
La boda de la Reina fue una cuestión de importancia nacional e internacional, ya que los diferentes países europeos maniobraron para que la nacionalidad del nuevo rey no perjudicase sus alianzas e intereses. Hubo numerosos candidatos rechazados en su mayoría por diferentes grupos de presión. Así los carlistas moderados propusieron a Carlos Luis de Borbón y Braganza, conde de Montemolín, hijo de Carlos María Isidro, que había abdicado para facilitar el enlace. Montemolín fue rápidamente descartado por los liberales. El general Narváez propuso a Francisco de Paula de las Dos Sicilias, conde de Trápani, al que vetaron los progresistas, que preferían al infante Enrique, duque de Sevilla. María Cristina de Borbón-Dos Sicilias, madre de la reina, propuso a Leopoldo de Sajonia-Cuburgo-Gotha, pariente de la reina Victoria, y Luis Felipe de Francia apoyó las candidaturas de cualquiera de sus hijos Enrique de Orleans, duque de Aumale o Antonio, duque de Montpensier, que acabó casándose con la infanta Luisa Fernanda de Borbón, hermana de Isabel II.
Rápidamente Francia e Inglaterra, en la Conferencia de Eu, renunciaron a sus candidatos y exigieron a Isabel II que se casase con un Borbón. Finalmente se optó por Francisco de Asís de Borbón, tenido por un hombre apocado y de poco carácter, que no iba a interferir en política.
La boda se celebró el 10 de octubre de 1846 en el Salón del Trono del Palacio Real de Madrid, el mismo día que Isabel cumplía 16 años. Fue una boda doble, pues al mismo tiempo su hermana, la infanta Luisa Fernanda de Borbón, contrajo matrimonio con el príncipe Antonio de Orleans, duque de Montpensier e hijo menor de Luis Felipe I de Francia.
Tal y como relató posteriormente al embajador Fernando León y Castillo durante su exilio parisino, Isabel II no se llevaba bien con su primo y marido Francisco, cuya homosexualidad ha sido afirmada por algunos autores. La misma reina parece haber comentado en una ocasión sobre su propia noche de bodas: «¿Qué podía esperar de un hombre que en la noche de bodas llevaba más encajes que yo?». Por encima de tales anécdotas, la historiografía (Pabón) o escritores próximos a los hechos (Baroja) refieren que el consorte de la reina era padre de varios hijos ilegítimos y que se le conocían diversas amantes.[cita requerida]
Oficialmente, Isabel II y Francisco de Asís fueron padres en doce ocasiones, aunque varios embarazos acabaron en abortos o los neonatos fallecieron al cabo de muy poco tiempo.
- Infante Luis Fernando, nacido muerto (20 de mayo de 1849).
- Infante Fernando Francisco, fallecido cinco minutos después de nacer (12 de julio de 1850).
- Infanta María Isabel Francisca de Asís Cristina Francisca de Paula Dominga (20 de diciembre de 1851-23 de abril de 1931), dos veces princesa de Asturias, de 20 de diciembre de 1851 a 28 de noviembre de 1857 y de 24 de marzo de 1875 a 11 de septiembre de 1880, condesa de Girgenti, conocida posteriormente como la Chata, casada (1868-1871) con Cayetano de Borbón-Dos Sicilias (1846-1871), conde de Girgenti, sin descendencia.
- Infanta María Cristina,  fallecida con dos días de vida (5 de enero de 1854-7 de enero de 1854).
- Infanta Margarita, nacida prematura y fallecida con un día de vida (23 de septiembre de 1855-24 de septiembre de 1855).
- Infante Francisco de Asís Fernando, nacido muerto (21 de diciembre de 1856).
- Príncipe Alfonso Francisco de Asís Fernando Pío Juan María de la Concepción Gregorio Pelayo (28 de noviembre de 1857-25 de noviembre de 1885), príncipe de Asturias desde su nacimiento (28 de noviembre de 1857-29 de diciembre de 1874), después rey Alfonso XII (29 de diciembre de 1874-25 de noviembre de 1885), casado (1878-1878) con María de las Mercedes de Orleans (1860-1878) y después de 1879 a 1885 con María Cristina de Habsburgo-Lorena (1858-1929), con descendencia de su segundo matrimonio.
- Infanta María de la Concepción Francisca de Asís, falleció prematuramente con un año (26 de diciembre de 1859-21 de octubre de 1861).
- Infanta María del Pilar Berenguela Isabel Francisca de Asís Cristina Sebastiana Gabriela Francisca Caracciolo Saturnina, fallecida soltera y sin descendencia (4 de junio de 1861-5 de agosto de 1879).

- Infanta María de la Paz Juana Amelia Adalberta Francisca de Paula Juana Bautista Isabel Francisca de Asís (23 de junio de 1862-4 de diciembre de 1946), casada de 1883 a 1946 con Luis Fernando de Baviera (1859-1949), con descendencia.
- Infanta María Eulalia Francisca de Asís Margarita Roberta Isabel Francisca de Paula Cristina María de la Piedad (12 de febrero de 1864-8 de marzo de 1958), duquesa de Galliera, casada de 1886 a 1930 con Antonio de Orleans y Borbón (1866-1930), duque de Galliera, con descendencia.
- Infante Francisco de Asís Leopoldo María Enrique, fallecido con tres semanas de vida (24 de enero de 1866-14 de febrero de 1866).

### Reinado

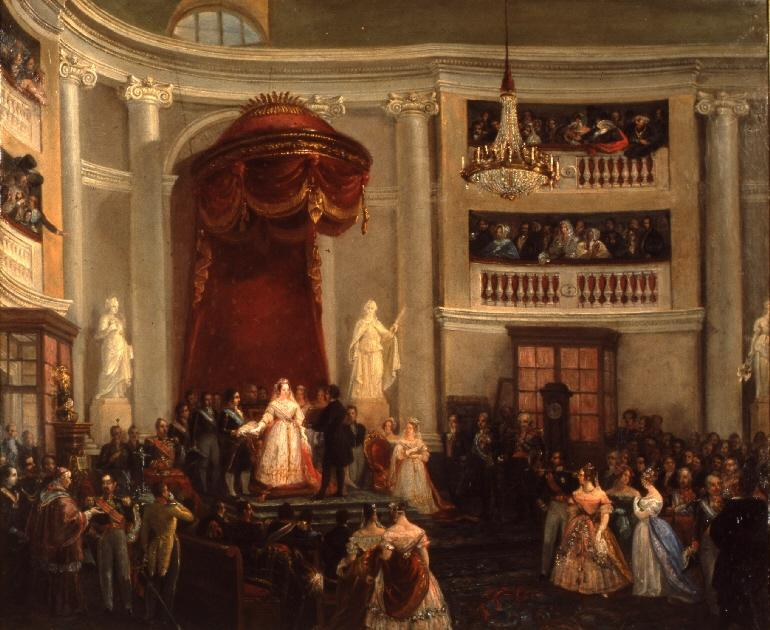
José Castelaro: Isabel II jura la Constitución, 1844, Museo de Historia de Madrid.

Isabel II reinó durante un período de transición en España en el que la monarquía cedió más poder político al parlamento, pero puso continuas trabas a la participación de los ciudadanos en asuntos de gobierno. En el terreno de la lucha por las libertades democráticas su reinado fue un fracaso; también se falsearon las instituciones y se propagó la corrupción electoral. Ningún partido que hubiera organizado unas elecciones las perdió en ese periodo. Si hubo cambios fue por la interferencia de una casta militar que cambiaba gobiernos a base de pronunciamientos o golpes de estado de uno u otro signo. Según autores como Jesús Cruz, el reinado de Isabel II se podría catalogar como uno de los más corruptos en la historia de España.

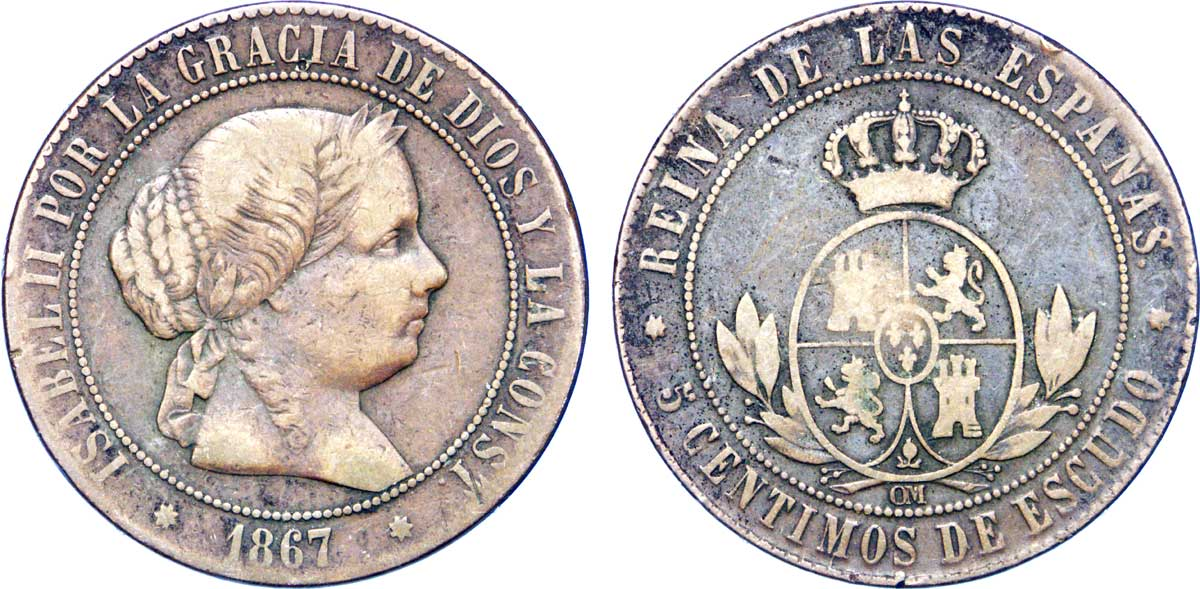
Isabel II

Fácilmente manipulada por sus ministros y por la «camarilla» religiosa de la corte (compuesta principalmente por el padre Claret, su confesor, el padre Fulgencio, confesor de su marido, y sor Patrocinio), la reina interfería con frecuencia en la política de la nación (en una ocasión llegó a postularse como presidenta del gobierno)[cita requerida], lo que la hizo impopular entre los políticos y acabó por causar su final al dar paso a la Revolución de 1868. A ello contribuyeron sobre todo episodios como el de la noche de San Daniel (10 de abril de 1865): en momentos de enorme crisis económica, la reina, cuya generosidad personal estaba fuera de toda polémica, dispuso que se enajenasen bienes del real patrimonio para el socorro de la nación; el líder republicano, Emilio Castelar, en el artículo periodístico titulado El rasgo, declaró que en realidad Isabel II, agobiada por las deudas, se reservaba un 25 % del producto de la venta de unos bienes que, en su mayor parte, no eran suyos, sino de la nación; el gobierno ordenó la destitución y expulsión de Castelar como profesor universitario, lo que provocó asimismo la dimisión del rector de la Universidad Central; las manifestaciones estudiantiles en apoyo de los dimitidos culminaron el 10 de abril con la Guardia Civil veterana en la calle: once muertos y 193 heridos, incluyendo ancianos, mujeres y niños transeúntes.

La red de ferrocarriles en la España peninsular durante el

Durante el reinado de Isabel II, España se modernizó notablemente gracias al tendido de muchas líneas de ferrocarril, siendo la primera en la península la que conectaba Mataró con Barcelona. La creación de la red ferroviaria sirvió a muchos personajes de la clase dominante para enriquecerse, como la madre de la propia reina, María Cristina, o el marqués de Salamanca, un banquero malagueño que no solo obtuvo con la aquiescencia de la Corona y el Parlamento toda una serie de concesiones (129 millones de subvención en 1853-1854), sino que, al mismo tiempo, vendió al gobierno la línea Madrid-Aranjuez por más de 60 millones y la volvió a recibir de éste en arrendamiento, sin licitación previa, por un millón y medio al año, que nunca llegó a pagar.
La fiebre especuladora tenía poco que ver con la realidad del país. El balance de lo realizado hasta 1856 se reducía a la línea Barcelona-Mataró (1848), la de Madrid-Aranjuez (que al fin y al cabo era un negocio privado del marqués de Salamanca), la de Gijón-Langreo (un negocio privado del Duque de Riánsares, marido de la reina María Cristina) y la de Valencia-Játiva. Además, la difícil orografía española obligó a adoptar un ancho de vía distinto al europeo y se abandonó la adecuación de una red de caminos que facilitase el acceso a las estaciones, lo que, sumado a las elevadas tarifas del transporte ferroviario, condujo muy pronto a las pérdidas en el negocio. Se llevaron a cabo también importantes obras hidráulicas como el Canal de Isabel II, impulsado por los ministros Juan Bravo Murillo y Manuel Alonso Martínez.
El esfuerzo realizado durante todo su reinado en torno a las obras públicas, centrado sobre todo en tres áreas: trazado de carreteras y sus correspondientes puentes, la señalización de costas y la construcción de líneas de ferrocarril, fue de tal envergadura que desde las esferas gubernamentales, y gracias a la orientación del ingeniero Lucio del Valle, se concibió la idea de enviar a la Exposición Universal que se preparaba en París para 1867, una serie de fotografías que mostraran en Europa la carrera por la modernización que había iniciado España, un encargo que recayó en los fotógrafos Jean Laurent y José Martínez Sánchez.

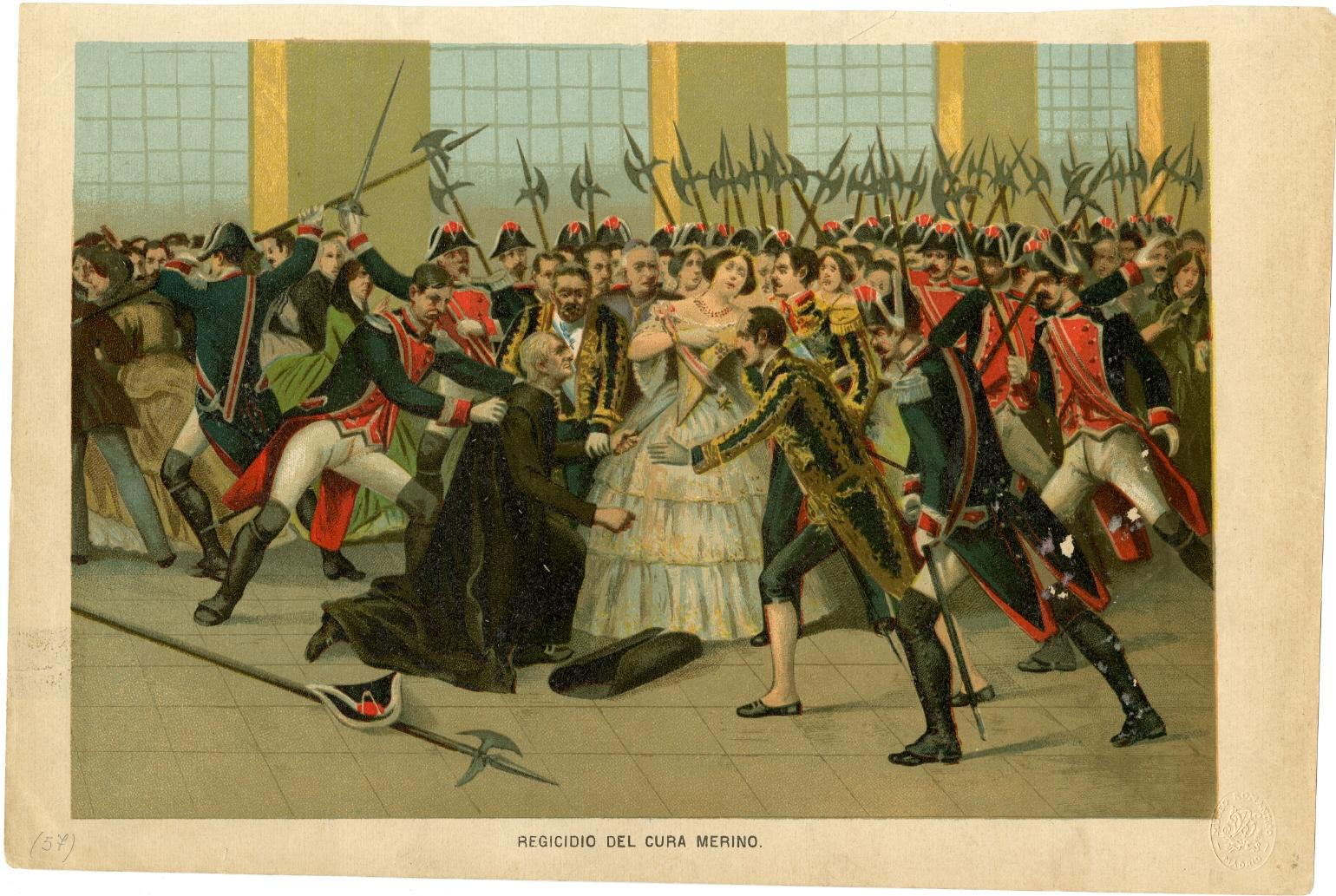
Regicidio del cura Merino (Museo del Romanticismo)

El 2 de febrero de 1852, el cura Martín Merino y Gómez intentó acabar con la vida de la reina clavándole un estilete en el costado, cuando esta se encontraba en la Basílica de Nuestra Señora de Atocha, poco después de haber dado a luz a su hija Isabel. La reina se recuperó en pocos días y el cura fue ejecutado tras un rápido juicio en el que se dictaminó que había actuado en solitario y por iniciativa propia.
Isabel II reabrió las universidades cerradas por su padre, pero el panorama educativo de su reinado también resultaba desolador: en 1855 había en España 6000 pueblos sin escuela, en 1858 existían solo 53 institutos de secundaria, con unos 10 000 alumnos (cinco veces menos que en Francia, con la mitad de población), y había solo 6104 alumnos en las diez universidades españolas (Oviedo y Salamanca tenían 100 en sus cuatro facultades); más de la mitad (3472) estudiaba Derecho. Los equipamientos culturales eran muy pobres: en 1859 había en España 56 bibliotecas públicas, el único punto de acceso al libro de la mayoría de sus habitantes. La de Bilbao disponía solo de 854 volúmenes impresos; la de Santander, de 610; la de Segovia, de 194; la de Huelva, de 60.
Las únicas mejoras que se intentaron en la enseñanza, como las del grupo de docentes formado en torno a Julián Sanz del Río, inspiradas en el krausismo, no fueron toleradas: la reacción neocatólica que supuso el Syllabus del papa Pío IX llevó al ministro Manuel Orovio Echagüe (1867) a poner trabas a la libertad de cátedra y a exigir manifestaciones de adhesión a la reina que acabaron con la expulsión de la universidad de esos profesores.

Versión del estandarte del monarca español con fondo morado, utilizado por primera vez por Isabel II en 1838.

La industrialización se llevó a cabo en un país desarticulado, donde el desarrollo se daba sobre todo en la periferia (Cataluña, Málaga, Sevilla, Valladolid, Béjar, Alcoy, etc.) por obra de grupos de empresarios sin capacidad para influir en la actuación de unos dirigentes que no solo no los apoyaban, sino que los veían con desconfianza.
En 1834, cuando Isabel II acaba de subir al trono, la Armada Española prácticamente no existía; consistía solamente en tres navíos inútiles, cinco viejas fragatas y veinte unidades auxiliares. En 1820 se propuso construir el primer barco a vapor pero esa resolución no se llevó a la práctica. Será en el reinado de Isabel II donde se pase de la vela a los barcos mecánicos, con motores de vapor o impulse por palas y hélices, en un primer lugar mixtos y luego se abandonaría completamente la vela.
El marqués de Molins, Mariano Roca de Togores y Carrasco, que fue ministro de Marina en diversas etapas desde 1848 a 1851 y desde 1853 a 1855, promulgó un Plan de Escuadra que no se cumplió en su totalidad pero que contribuyó a mejorar los arsenales y movilizar la conciencia nacional sobre la importancia de una marina poderosa. En 1860 la Ley de Incremento de las Fuerzas Navales permitió la creación de una pequeña pero moderna Escuadra Blindada de buques de vapor, donde la mayoría tenían casco de madera, y que estaba conformada por ocho fragatas: Tetuán, Almansa, Gerona, Numancia, Vitoria, Zaragoza, Arapiles y Sagunto. Posteriormente se construyeron los primeros cruceros, esta vez todos con casco de hierro, con los nombres de: Fernando el Católico, Sánchez Barcáiztegui y Jorge Juan.
La política exterior del reinado de Isabel II fue especialmente agitada durante el «gobierno largo» de la Unión Liberal (1858-1863). En el Norte de África, se anexionaron territorios marroquíes en la guerra de África, tales como Ifni y Tetuán.
España desde el siglo XVIII había tenido presencia en las islas de Fernando Poo y Annobón, en el golfo de Guinea. Estas islas, a la postre, habían permanecido abandonadas. Fue en 1843 cuando España tomó posesión gubernativa de dichas islas y en 1858 se produjo la llegada del primer gobernador español al territorio continental de Guinea Ecuatorial, quedando así establecido un dominio español en el África subsahariana que duraría hasta los años 60 del siglo XX.
En Cochinchina, actual Vietnam, algunos misioneros españoles fueron ejecutados, lo que motivó una respuesta militar contundente de Francia y España, que fue la expedición francoespañola a Cochinchina y que derivó en la conquista de Saigón. España participaría en la guerra con tropas de soldados españoles y filipinos. Sin embargo, en el posterior reparto del territorio vietnamita a España solamente le fueron concedidos derechos comerciales sobre los puertos de Tulog, Balag y Quang-an, así como una indemnización económica por la participación y la garantía de libertad de culto, aunque el reparto francés fue mucho más jugoso, ya que se reservaron el dominio de tres provincias y fue el comienzo de la consolidación francesa en Indochina.

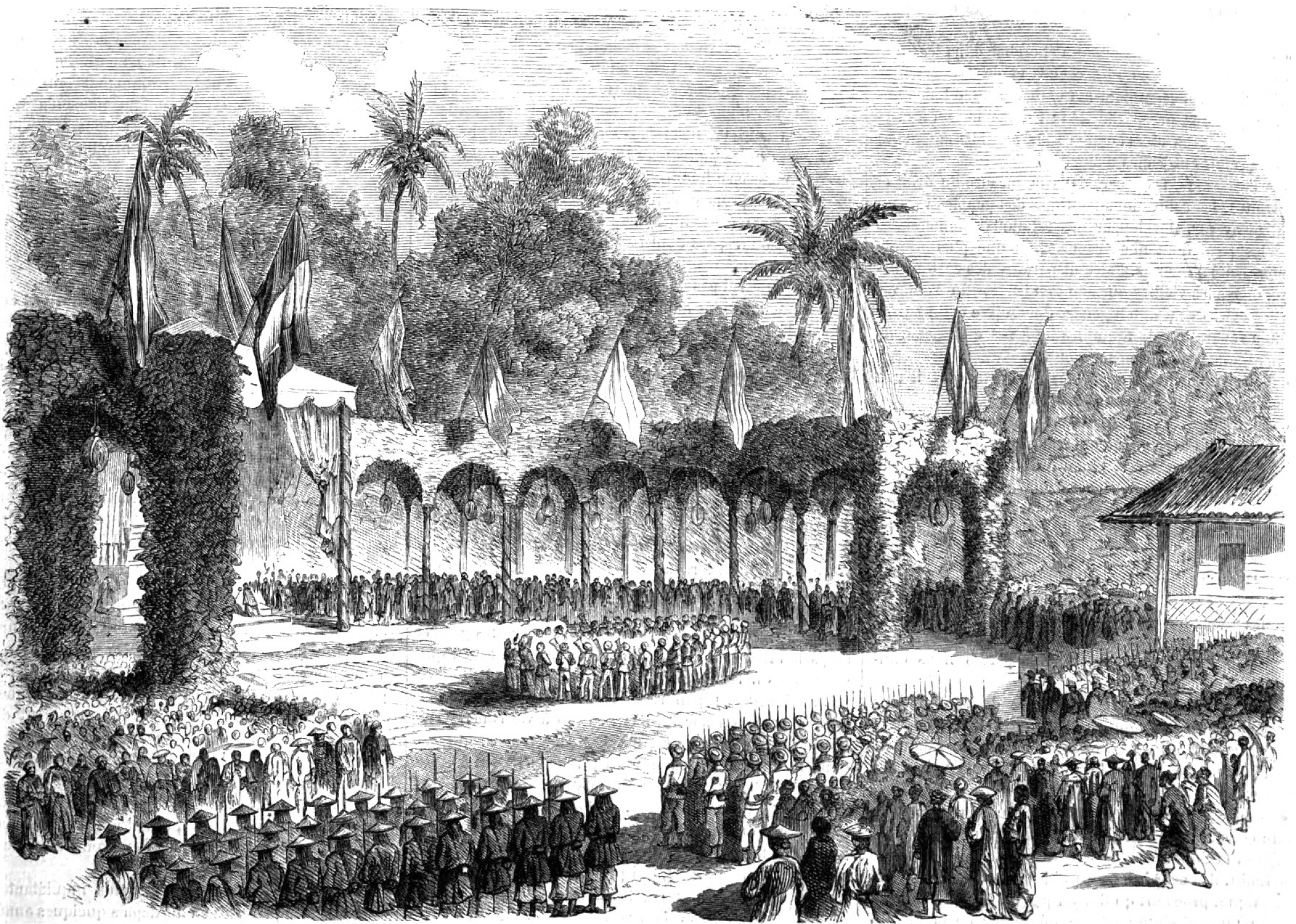
La celebración de la fiesta de la reina Isabel II de España en Saigón el 17 de enero de 1863. Xilografía de L'illustration: journal universel.

En 1861 se produjo la reanexión de la República Dominicana a España. Sin embargo una serie de conflictos bélicos y enfrentamientos con el ejército restaurador dominicano convirtieron la presencia española en un gasto que se estimó innecesario y en 1865 Isabel II revocó la anexión, devolviendo su independencia a la pequeña nación caribeña. En América continental, se llevaron a cabo expediciones a México, Perú y Chile.
En el resto de asuntos, España mantuvo y consolidó su dominio en Cuba y Puerto Rico en el Caribe, y en Asia en Filipinas, las Islas Carolinas y las Islas Marianas.
Con la guerra de África, como se llamó a la respuesta armada a los ataques sufridos por las ciudades españolas de Ceuta y Melilla por parte de Marruecos, O'Donnell tranquilizó a unos jefes militares inquietos con una abundante cosecha de recompensas (ascensos, condecoraciones, títulos nobiliarios, etc.).[cita requerida]
El ejército español estaba mal equipado y peor preparado (escasa instrucción, material defectuoso),[cita requerida] y fue abastecido con alimentos en mal estado;[cita requerida] de los cerca de 8000 muertos españoles en la guerra, unos 5000 fueron víctimas del cólera y otras enfermedades; por último, quienes dirigían las operaciones desconocían el terreno y acumularon los errores,[cita requerida] como el de escoger la estación de lluvias y vientos como comienzo del ataque,[cita requerida]  pese a lo cual la victoria fue para las armas españolas.

### Exilio

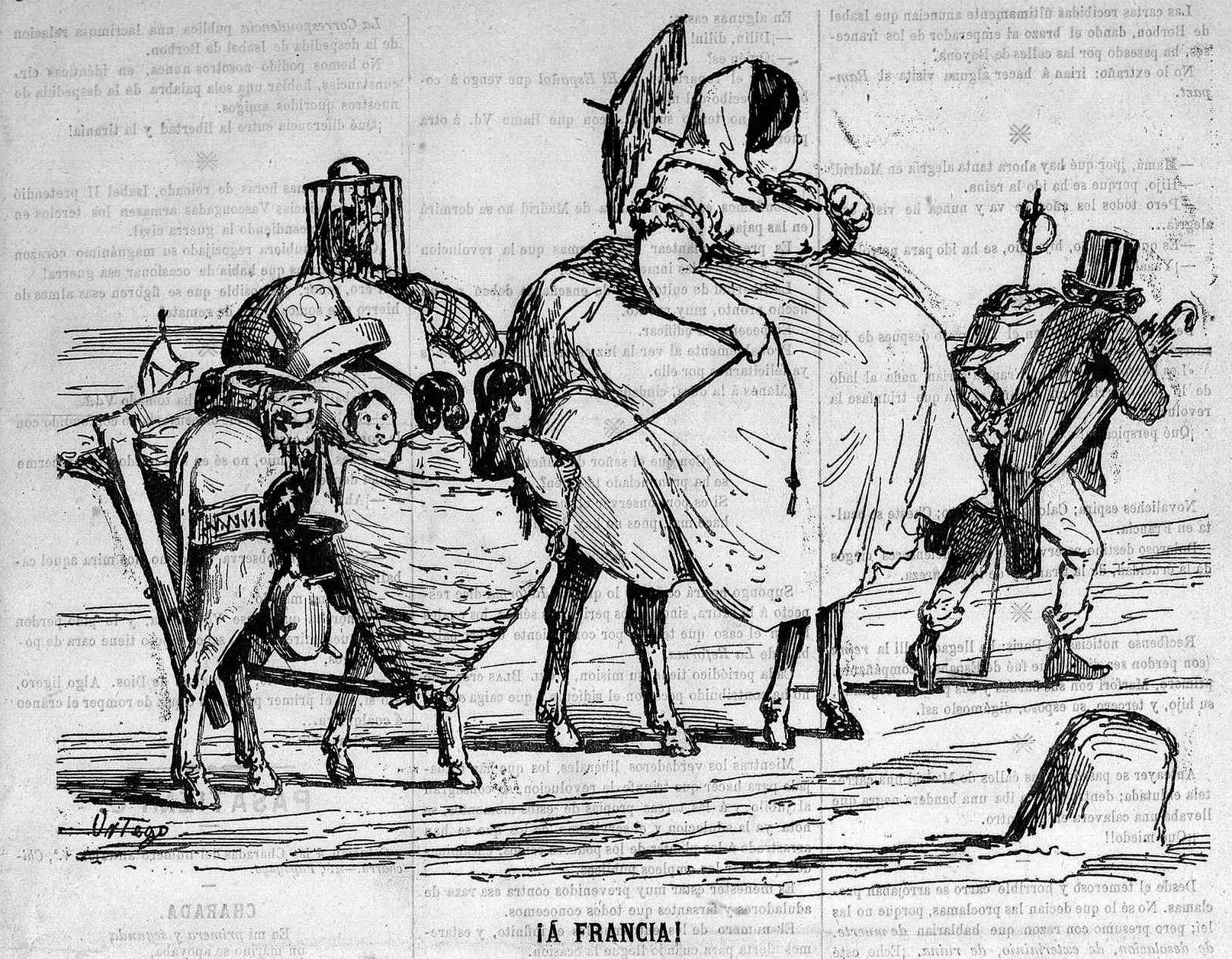
Caricatura publicada por la revista satírica Gil Blas el 4 de octubre de 1868, cuatro días después de que la reina Isabel II se viera obligada a marchar al exilio. Llevaba por título ¡A Francia!.

La Revolución Gloriosa de septiembre de 1868 puso fin a su reinado y dio inicio al Sexenio Democrático. Isabel II, que se encontraba en San Sebastián, tuvo que abandonar España y exiliarse en Francia, bajo la protección del emperador Napoleón III, quien la recibió personalmente a su llegada a Biarritz. La acompañaron sus hijas y el príncipe de Asturias, Alfonso, que estaba a punto de cumplir los once años de edad. También su marido, Francisco de Asís de Borbón, con el que hacía muchos años que no convivía. La reina madre María Cristina de Borbón-Dos Sicilias junto con su marido Fernando Muñoz, duque de Riánsares, había llegado a Francia desde Gijón donde habían sido recogidos por una fragata enviada por Napoleón III. La ex reina y sus hijos establecieron su residencia en París en el «hermoso» Palacio Basilewsky, que Isabel II compró con el dinero que había depositado durante su reinado en la Casa Rothschild de París y con un préstamo de la misma entidad por el valor de las joyas que se había llevado consigo, y que rebautizó con el castizo nombre de Palacio de Castilla, mientras que el rey consorte se iba a vivir a un palacete en las afueras de la capital francesa tras haber formalizado su separación de la ex reina ―la ex reina madre y su esposo se establecieron en un castillo de El Havre―. A partir de su exilio también fue conocida como la Reina de los tristes destinos.

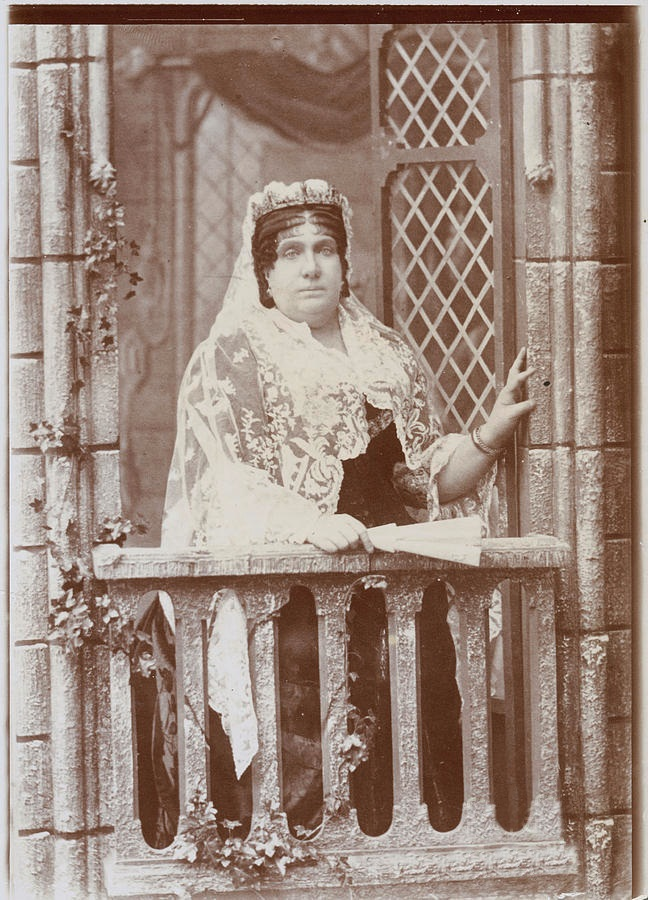
Isabel II en el exilio.

Entre los partidarios de los Borbones, tanto dentro como fuera de España, se fue extendiendo la idea de que la restauración de la dinastía solo sería posible si Isabel II abdicaba en el príncipe de Asturias. Isabel II tardó un año en decidirse pero el 20 de junio de 1870 abdicó la Corona en su hijo Alfonso. Al proclamarse la República en Francia, Isabel II, el príncipe Alfonso y las infantas abandonaron París y se fueron a vivir a Ginebra, donde residirían hasta agosto de 1871, cuando volvieron a la capital francesa.
El 22 de agosto de 1873 ―en plena rebelión cantonal tras la proclamación de la República Federal y solo un mes después de que el pretendiente Carlos VII hubiera vuelto a España dando con ello un gran impulso a la tercera guerra carlista― Isabel II, a pesar de la antipatía que le tenía, dio su pleno apoyo a Antonio Cánovas del Castillo, que se había convertido en el principal portavoz del «alfonsismo», y le encargó dirigir la causa dinástica borbónica.
Tras el triunfo del pronunciamiento de Sagunto del 29 de diciembre de 1874 que proclamó al príncipe Alfonso como rey de España, Cánovas le escribió a Alfonso XII que volviese a España solo, en referencia a que no le acompañara su madre. En una carta posterior, Cánovas le explicó a la antigua soberana, «con una dureza que Isabel II no había escuchado probablemente de nadie», por qué debía seguir en París: «V. M. no es una persona, es un reinado, es una época histórica, y lo que el país necesita es otro reinado y otra época diferente de las anteriores». No solo Cánovas, también su propio hijo la conminó a que no viajara a España alegando que «nadie puede imponer su voluntad al Rey».

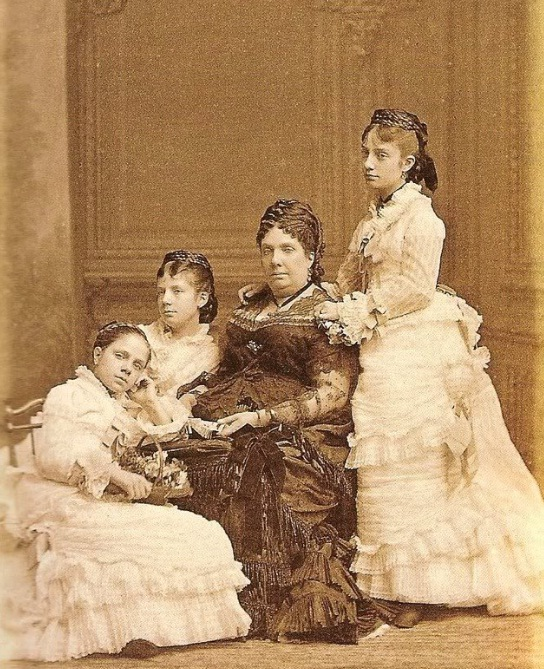
La ex reina Isabel II con sus tres hijas más jóvenes en París (1875).

A Isabel II no se le permitió volver a España hasta julio de 1876, un mes después de la aprobación de la Constitución, y no se la autorizó a que fijara su residencia definitiva en el país y tampoco a que viviera en Madrid. Como ha señalado Isabel Burdiel, «cuando regresó brevemente a España, lo hizo sintiéndose, como ella mismo dijo, una especie de vagabunda: residió algún tiempo en Sevilla, pasó temporadas en los balnearios del norte o en los palacios reales de los alrededores de Madrid. Con el tiempo, se fueron tolerando sus estancias en la capital, pero siempre se procuró que sus visitas fuesen lo más cortas y discretas posible».
Su mayor humillación fue que no se la informara de la decisión de su hijo de casarse con su sobrina, María de las Mercedes de Orleans, hija del Antonio de Orleans, duque de Montpensier, y de su hermana, María Luisa Fernanda de Borbón. De hecho, intentó hacer pública su oposición al enlace, pero Cánovas se lo impidió. «No asistió a la boda [celebrada en Madrid el 23 de enero de 1878]. Su regreso a París se consideró definitivo. Allí vivió hasta su muerte [en 1904], aunque regresó a España en varias ocasiones [una de ellas para asistir al entierro de su hijo Alfonso XII en noviembre de 1885]», ha señalado Isabel Burdiel. Fue enterrada en el Monasterio de El Escorial frente a los restos de su esposo, que había fallecido dos años antes.

## Títulos, tratamientos y distinciones honoríficas

### Títulos y tratamientos
| ● 10 de octubre de 1830-13 de octubre de 1830:    | Su alteza real la infanta Doña Isabel        |
| ● 13 de octubre de 1830-29 de septiembre de 1833: | Su alteza real la princesa de Asturias       |
| ● 29 de septiembre de 1833-25 de junio de 1870:   | Su católica majestad la reina de las Españas |
| ● 25 de junio de 1870-9 de abril de 1904:         | Su majestad la reina doña Isabel             |

Durante su reinado, su tratamiento y título completo fue el siguiente: Su Católica Majestad Doña Isabel II, por la Gracia de Dios y de la Constitución de la Monarquía española, Reina de las Españas.

### Distinciones honoríficas

#### Reino de España
- Gran maestre de la Orden del Toisón de Oro.
- Gran maestre de la Orden de Carlos III .
- Gran maestre de la Orden de Isabel la Católica .
- Gran maestre de las órdenes militares de Santiago, Calatrava, Alcántara y Montesa .
- Gran maestre de la Real y Militar Orden de San Fernando.[57]
- Gran maestre de la Real y Militar Orden de San Hermenegildo.
- Hermana mayor de las Reales Maestranzas de Caballería de Ronda, Sevilla, Granada, Valencia y Zaragoza.[58]
- Dama de la Orden de las Damas Nobles de la Reina María Luisa (Reino de España, 10/10/1830 - 29/09/1833 y 23/01/1878 - 9/04/1901).
- Gran maestre de la Orden de las Damas Nobles de la Reina María Luisa (Reino de España, 29/09/1833 - 23/01/1878)

#### Extranjeras
- Rosa de Oro de la Cristiandad[59][60] (Estados Pontificios, 1868).
- Dama de la Orden de la Reina Santa Isabel (Reino de Portugal).
- Dama gran cruz de la Orden de Nuestra Señora de la Concepción de Villaviciosa.[61] (Reino de Portugal)
- Dama de primera clase de la Orden de la Cruz Estrellada.[62] (Imperio austriaco)

## Isabel II en la ficción

#### Teatro
- Farsa y licencia de la Reina Castiza, de Ramón María del Valle-Inclán.

### Cine y televisión
- Vendaval (Orduña Films, 1949) (película). Juan de Orduña.[63]
- Amistad (película). La reina es interpretada por Anna Paquin.
- ¿Dónde vas, Alfonso XII? (película). La reina es interpretada por Mercedes Vecino.
- ¿Dónde vas, triste de ti? (película). La reina es interpretada por María Fernanda Ladrón de Guevara.
- OV7 (vídeo musical). En 2000 durante el vídeo musical de la canción "Shabadaba" de la banda mexicana OV7 sale el retrato de Isabel II al fondo en varias tomas, así como estandartes reales simulando el interior de un Palacio Real.[64]
- La máscara del Zorro. Es mencionada por Alejandro Murrieta a Rafael Montero.
- El Ministerio del Tiempo (serie de Televisión Española) La reina es interpretada por Carmen Sánchez.
- Handia (película). Una reina adolescente es interpretada por Naima Barroso.[65]

### Literatura
- Alfonso XII y la corona maldita (Altera, 2018) de Nieves Michavila, V Premio Hispania de Novela Histórica.[66]

- La reina en el exilio (Edhasa, 2020) de Herminia Luque, Premio Edhasa Narrativas Históricas 2020[67]

- Bodas reales (1900) y La de los tristes destinos (1907), en Episodios nacionales, de Benito Pérez Galdós

## Ancestros
| \| \| \| \| \| \| \| \| \| \| \| \| \| \| \| \| \| \| \| \| 16. Felipe V de España \| \| \| \| \| \| \| \| \| \| \| \| \| \| \| \| \| \| \| \| \| \| \| \| \| \| \| \| \| \| \| \| \| \| \| \| \| \| \| \| \| \| \| \| \| \| \| \| \| \| \| \| \| \| 8. Carlos III de España \| \| \| \| \| \| \| \| \| \| \| \| \| \| \| \| \| \| \| \| \| \| \| \| \| \| \| \| \| \| \| \| \| \| \| \| \| \| \| \| \| \| \| \| \| \| \| \| \| \| \| \| \| \| 17. Isabel de Farnesio \| \| \| \| \| \| \| \| \| \| \| \| \| \| \| \| \| \| \| \| \| \| \| \| \| \| \| \| \| \| \| \| \| \| \| \| \| \| \| \| \| \| \| \| \| \| \| \| \| \| \| \| \| \| 4. Carlos IV de España \| \| \| \| \| \| \| \| \| \| \| \| \| \| \| \| \| \| \| \| \| \| \| \| \| \| \| \| \| \| \| \| \| \| \| \| \| \| \| \| \| \| \| \| \| \| \| \| \| \| \| \| \| \| 18. Augusto III de Polonia \| \| \| \| \| \| \| \| \| \| \| \| \| \| \| \| \| \| \| \| \| \| \| \| \| \| \| \| \| \| \| \| \| \| \| \| \| \| \| \| \| \| \| \| \| \| \| \| \| \| \| \| \| \| 9. María Amalia de Sajonia \| \| \| \| \| \| \| \| \| \| \| \| \| \| \| \| \| \| \| \| \| \| \| \| \| \| \| \| \| \| \| \| \| \| \| \| \| \| \| \| \| \| \| \| \| \| \| \| \| \| \| \| \| \| 19. María Josefa de Austria \| \| \| \| \| \| \| \| \| \| \| \| \| \| \| \| \| \| \| \| \| \| \| \| \| \| \| \| \| \| \| \| \| \| \| \| \| \| \| \| \| \| \| \| \| \| \| \| \| \| \| \| \| \| 2. Fernando VII de España \| \| \| \| \| \| \| \| \| \| \| \| \| \| \| \| \| \| \| \| \| \| \| \| \| \| \| \| \| \| \| \| \| \| \| \| \| \| \| \| \| \| \| \| \| \| \| \| \| \| \| \| \| \| 20. Felipe V de España (=16) \| \| \| \| \| \| \| \| \| \| \| \| \| \| \| \| \| \| \| \| \| \| \| \| \| \| \| \| \| \| \| \| \| \| \| \| \| \| \| \| \| \| \| \| \| \| \| \| \| \| \| \| \| \| 10. Felipe I de Parma \| \| \| \| \| \| \| \| \| \| \| \| \| \| \| \| \| \| \| \| \| \| \| \| \| \| \| \| \| \| \| \| \| \| \| \| \| \| \| \| \| \| \| \| \| \| \| \| \| \| \| \| \| \| 21. Isabel de Farnesio (=17) \| \| \| \| \| \| \| \| \| \| \| \| \| \| \| \| \| \| \| \| \| \| \| \| \| \| \| \| \| \| \| \| \| \| \| \| \| \| \| \| \| \| \| \| \| \| \| \| \| \| \| \| \| \| 5. María Luisa de Parma \| \| \| \| \| \| \| \| \| \| \| \| \| \| \| \| \| \| \| \| \| \| \| \| \| \| \| \| \| \| \| \| \| \| \| \| \| \| \| \| \| \| \| \| \| \| \| \| \| \| \| \| \| \| 22. Luis XV de Francia \| \| \| \| \| \| \| \| \| \| \| \| \| \| \| \| \| \| \| \| \| \| \| \| \| \| \| \| \| \| \| \| \| \| \| \| \| \| \| \| \| \| \| \| \| \| \| \| \| \| \| \| \| \| 11. Luisa Isabel de Francia \| \| \| \| \| \| \| \| \| \| \| \| \| \| \| \| \| \| \| \| \| \| \| \| \| \| \| \| \| \| \| \| \| \| \| \| \| \| \| \| \| \| \| \| \| \| \| \| \| \| \| \| \| \| 23. María Leszczynska \| \| \| \| \| \| \| \| \| \| \| \| \| \| \| \| \| \| \| \| \| \| \| \| \| \| \| \| \| \| \| \| \| \| \| \| \| \| \| \| \| \| \| \| \| \| \| \| \| \| \| \| \| \| 1. Isabel II de España \| \| \| \| \| \| \| \| \| \| \| \| \| \| \| \| \| \| \| \| \| \| \| \| \| \| \| \| \| \| \| \| \| \| \| \| \| \| \| \| \| \| \| \| \| \| \| \| \| \| \| \| \| \| 24. Carlos III de España (=8) \| \| \| \| \| \| \| \| \| \| \| \| \| \| \| \| \| \| \| \| \| \| \| \| \| \| \| \| \| \| \| \| \| \| \| \| \| \| \| \| \| \| \| \| \| \| \| \| \| \| \| \| \| \| 12. Fernando I de las Dos Sicilias \| \| \| \| \| \| \| \| \| \| \| \| \| \| \| \| \| \| \| \| \| \| \| \| \| \| \| \| \| \| \| \| \| \| \| \| \| \| \| \| \| \| \| \| \| \| \| \| \| \| \| \| \| \| 25. María Amalia de Sajonia (=9) \| \| \| \| \| \| \| \| \| \| \| \| \| \| \| \| \| \| \| \| \| \| \| \| \| \| \| \| \| \| \| \| \| \| \| \| \| \| \| \| \| \| \| \| \| \| \| \| \| \| \| \| \| \| 6. Francisco I de las Dos Sicilias \| \| \| \| \| \| \| \| \| \| \| \| \| \| \| \| \| \| \| \| \| \| \| \| \| \| \| \| \| \| \| \| \| \| \| \| \| \| \| \| \| \| \| \| \| \| \| \| \| \| \| \| \| \| 26. Francisco I del Sacro Imperio Romano Germánico \| \| \| \| \| \| \| \| \| \| \| \| \| \| \| \| \| \| \| \| \| \| \| \| \| \| \| \| \| \| \| \| \| \| \| \| \| \| \| \| \| \| \| \| \| \| \| \| \| \| \| \| \| \| 13. María Carolina de Austria \| \| \| \| \| \| \| \| \| \| \| \| \| \| \| \| \| \| \| \| \| \| \| \| \| \| \| \| \| \| \| \| \| \| \| \| \| \| \| \| \| \| \| \| \| \| \| \| \| \| \| \| \| \| 27. María Teresa I de Austria \| \| \| \| \| \| \| \| \| \| \| \| \| \| \| \| \| \| \| \| \| \| \| \| \| \| \| \| \| \| \| \| \| \| \| \| \| \| \| \| \| \| \| \| \| \| \| \| \| \| \| \| \| \| 3. María Cristina de Borbón-Dos Sicilias \| \| \| \| \| \| \| \| \| \| \| \| \| \| \| \| \| \| \| \| \| \| \| \| \| \| \| \| \| \| \| \| \| \| \| \| \| \| \| \| \| \| \| \| \| \| \| \| \| \| \| \| \| \| 28. Carlos III de España (=8) \| \| \| \| \| \| \| \| \| \| \| \| \| \| \| \| \| \| \| \| \| \| \| \| \| \| \| \| \| \| \| \| \| \| \| \| \| \| \| \| \| \| \| \| \| \| \| \| \| \| \| \| \| \| 14. Carlos IV de España (=4) \| \| \| \| \| \| \| \| \| \| \| \| \| \| \| \| \| \| \| \| \| \| \| \| \| \| \| \| \| \| \| \| \| \| \| \| \| \| \| \| \| \| \| \| \| \| \| \| \| \| \| \| \| \| 29. María Amalia de Sajonia (=9) \| \| \| \| \| \| \| \| \| \| \| \| \| \| \| \| \| \| \| \| \| \| \| \| \| \| \| \| \| \| \| \| \| \| \| \| \| \| \| \| \| \| \| \| \| \| \| \| \| \| \| \| \| \| 7. María Isabel de Borbón \| \| \| \| \| \| \| \| \| \| \| \| \| \| \| \| \| \| \| \| \| \| \| \| \| \| \| \| \| \| \| \| \| \| \| \| \| \| \| \| \| \| \| \| \| \| \| \| \| \| \| \| \| \| 30. Felipe I de Parma (=10) \| \| \| \| \| \| \| \| \| \| \| \| \| \| \| \| \| \| \| \| \| \| \| \| \| \| \| \| \| \| \| \| \| \| \| \| \| \| \| \| \| \| \| \| \| \| \| \| \| \| \| \| \| \| 15. María Luisa de Parma (=5) \| \| \| \| \| \| \| \| \| \| \| \| \| \| \| \| \| \| \| \| \| \| \| \| \| \| \| \| \| \| \| \| \| \| \| \| \| \| \| \| \| \| \| \| \| \| \| \| \| \| \| \| \| \| 31. Luisa Isabel de Francia (=11) \| \| \| \| \| \| \| \| \| \| \| \| \| \| \| \| \| \| \| \| \| \| \| \| \| \| \| \| \| \| \| \| \| \| \| \| \| \| \| \| \| \| \| \| \| \| \| \| \| \| \| \| |                                                    |  |  |  |  |  |  |  |  |  |  |  |  |  |  |  |
| |                                                    |  |  |  |  |  |  |  |  |  |  |  |  |  |  |  |
| | 16. Felipe V de España                             |  |  |  |  |  |  |  |  |  |  |  |  |  |  |  |
| |                                                    |  |  |  |  |  |  |  |  |  |  |  |  |  |  |  |
| |                                                    |  |  |  |  |  |  |  |  |  |  |  |  |  |  |  |
| | 8. Carlos III de España                            |  |  |  |  |  |  |  |  |  |  |  |  |  |  |  |
| |                                                    |  |  |  |  |  |  |  |  |  |  |  |  |  |  |  |
| |                                                    |  |  |  |  |  |  |  |  |  |  |  |  |  |  |  |
| | 17. Isabel de Farnesio                             |  |  |  |  |  |  |  |  |  |  |  |  |  |  |  |
| |                                                    |  |  |  |  |  |  |  |  |  |  |  |  |  |  |  |
| |                                                    |  |  |  |  |  |  |  |  |  |  |  |  |  |  |  |
| | 4. Carlos IV de España                             |  |  |  |  |  |  |  |  |  |  |  |  |  |  |  |
| |                                                    |  |  |  |  |  |  |  |  |  |  |  |  |  |  |  |
| |                                                    |  |  |  |  |  |  |  |  |  |  |  |  |  |  |  |
| | 18. Augusto III de Polonia                         |  |  |  |  |  |  |  |  |  |  |  |  |  |  |  |
| |                                                    |  |  |  |  |  |  |  |  |  |  |  |  |  |  |  |
| |                                                    |  |  |  |  |  |  |  |  |  |  |  |  |  |  |  |
| | 9. María Amalia de Sajonia                         |  |  |  |  |  |  |  |  |  |  |  |  |  |  |  |
| |                                                    |  |  |  |  |  |  |  |  |  |  |  |  |  |  |  |
| |                                                    |  |  |  |  |  |  |  |  |  |  |  |  |  |  |  |
| | 19. María Josefa de Austria                        |  |  |  |  |  |  |  |  |  |  |  |  |  |  |  |
| |                                                    |  |  |  |  |  |  |  |  |  |  |  |  |  |  |  |
| |                                                    |  |  |  |  |  |  |  |  |  |  |  |  |  |  |  |
| | 2. Fernando VII de España                          |  |  |  |  |  |  |  |  |  |  |  |  |  |  |  |
| |                                                    |  |  |  |  |  |  |  |  |  |  |  |  |  |  |  |
| |                                                    |  |  |  |  |  |  |  |  |  |  |  |  |  |  |  |
| | 20. Felipe V de España (=16)                       |  |  |  |  |  |  |  |  |  |  |  |  |  |  |  |
| |                                                    |  |  |  |  |  |  |  |  |  |  |  |  |  |  |  |
| |                                                    |  |  |  |  |  |  |  |  |  |  |  |  |  |  |  |
| | 10. Felipe I de Parma                              |  |  |  |  |  |  |  |  |  |  |  |  |  |  |  |
| |                                                    |  |  |  |  |  |  |  |  |  |  |  |  |  |  |  |
| |                                                    |  |  |  |  |  |  |  |  |  |  |  |  |  |  |  |
| | 21. Isabel de Farnesio (=17)                       |  |  |  |  |  |  |  |  |  |  |  |  |  |  |  |
| |                                                    |  |  |  |  |  |  |  |  |  |  |  |  |  |  |  |
| |                                                    |  |  |  |  |  |  |  |  |  |  |  |  |  |  |  |
| | 5. María Luisa de Parma                            |  |  |  |  |  |  |  |  |  |  |  |  |  |  |  |
| |                                                    |  |  |  |  |  |  |  |  |  |  |  |  |  |  |  |
| |                                                    |  |  |  |  |  |  |  |  |  |  |  |  |  |  |  |
| | 22. Luis XV de Francia                             |  |  |  |  |  |  |  |  |  |  |  |  |  |  |  |
| |                                                    |  |  |  |  |  |  |  |  |  |  |  |  |  |  |  |
| |                                                    |  |  |  |  |  |  |  |  |  |  |  |  |  |  |  |
| | 11. Luisa Isabel de Francia                        |  |  |  |  |  |  |  |  |  |  |  |  |  |  |  |
| |                                                    |  |  |  |  |  |  |  |  |  |  |  |  |  |  |  |
| |                                                    |  |  |  |  |  |  |  |  |  |  |  |  |  |  |  |
| | 23. María Leszczynska                              |  |  |  |  |  |  |  |  |  |  |  |  |  |  |  |
| |                                                    |  |  |  |  |  |  |  |  |  |  |  |  |  |  |  |
| |                                                    |  |  |  |  |  |  |  |  |  |  |  |  |  |  |  |
| | 1. Isabel II de España                             |  |  |  |  |  |  |  |  |  |  |  |  |  |  |  |
| |                                                    |  |  |  |  |  |  |  |  |  |  |  |  |  |  |  |
| |                                                    |  |  |  |  |  |  |  |  |  |  |  |  |  |  |  |
| | 24. Carlos III de España (=8)                      |  |  |  |  |  |  |  |  |  |  |  |  |  |  |  |
| |                                                    |  |  |  |  |  |  |  |  |  |  |  |  |  |  |  |
| |                                                    |  |  |  |  |  |  |  |  |  |  |  |  |  |  |  |
| | 12. Fernando I de las Dos Sicilias                 |  |  |  |  |  |  |  |  |  |  |  |  |  |  |  |
| |                                                    |  |  |  |  |  |  |  |  |  |  |  |  |  |  |  |
| |                                                    |  |  |  |  |  |  |  |  |  |  |  |  |  |  |  |
| | 25. María Amalia de Sajonia (=9)                   |  |  |  |  |  |  |  |  |  |  |  |  |  |  |  |
| |                                                    |  |  |  |  |  |  |  |  |  |  |  |  |  |  |  |
| |                                                    |  |  |  |  |  |  |  |  |  |  |  |  |  |  |  |
| | 6. Francisco I de las Dos Sicilias                 |  |  |  |  |  |  |  |  |  |  |  |  |  |  |  |
| |                                                    |  |  |  |  |  |  |  |  |  |  |  |  |  |  |  |
| |                                                    |  |  |  |  |  |  |  |  |  |  |  |  |  |  |  |
| | 26. Francisco I del Sacro Imperio Romano Germánico |  |  |  |  |  |  |  |  |  |  |  |  |  |  |  |
| |                                                    |  |  |  |  |  |  |  |  |  |  |  |  |  |  |  |
| |                                                    |  |  |  |  |  |  |  |  |  |  |  |  |  |  |  |
| | 13. María Carolina de Austria                      |  |  |  |  |  |  |  |  |  |  |  |  |  |  |  |
| |                                                    |  |  |  |  |  |  |  |  |  |  |  |  |  |  |  |
| |                                                    |  |  |  |  |  |  |  |  |  |  |  |  |  |  |  |
| | 27. María Teresa I de Austria                      |  |  |  |  |  |  |  |  |  |  |  |  |  |  |  |
| |                                                    |  |  |  |  |  |  |  |  |  |  |  |  |  |  |  |
| |                                                    |  |  |  |  |  |  |  |  |  |  |  |  |  |  |  |
| | 3. María Cristina de Borbón-Dos Sicilias           |  |  |  |  |  |  |  |  |  |  |  |  |  |  |  |
| |                                                    |  |  |  |  |  |  |  |  |  |  |  |  |  |  |  |
| |                                                    |  |  |  |  |  |  |  |  |  |  |  |  |  |  |  |
| | 28. Carlos III de España (=8)                      |  |  |  |  |  |  |  |  |  |  |  |  |  |  |  |
| |                                                    |  |  |  |  |  |  |  |  |  |  |  |  |  |  |  |
| |                                                    |  |  |  |  |  |  |  |  |  |  |  |  |  |  |  |
| | 14. Carlos IV de España (=4)                       |  |  |  |  |  |  |  |  |  |  |  |  |  |  |  |
| |                                                    |  |  |  |  |  |  |  |  |  |  |  |  |  |  |  |
| |                                                    |  |  |  |  |  |  |  |  |  |  |  |  |  |  |  |
| | 29. María Amalia de Sajonia (=9)                   |  |  |  |  |  |  |  |  |  |  |  |  |  |  |  |
| |                                                    |  |  |  |  |  |  |  |  |  |  |  |  |  |  |  |
| |                                                    |  |  |  |  |  |  |  |  |  |  |  |  |  |  |  |
| | 7. María Isabel de Borbón                          |  |  |  |  |  |  |  |  |  |  |  |  |  |  |  |
| |                                                    |  |  |  |  |  |  |  |  |  |  |  |  |  |  |  |
| |                                                    |  |  |  |  |  |  |  |  |  |  |  |  |  |  |  |
| | 30. Felipe I de Parma (=10)                        |  |  |  |  |  |  |  |  |  |  |  |  |  |  |  |
| |                                                    |  |  |  |  |  |  |  |  |  |  |  |  |  |  |  |
| |                                                    |  |  |  |  |  |  |  |  |  |  |  |  |  |  |  |
| | 15. María Luisa de Parma (=5)                      |  |  |  |  |  |  |  |  |  |  |  |  |  |  |  |
| |                                                    |  |  |  |  |  |  |  |  |  |  |  |  |  |  |  |
| |                                                    |  |  |  |  |  |  |  |  |  |  |  |  |  |  |  |
| | 31. Luisa Isabel de Francia (=11)                  |  |  |  |  |  |  |  |  |  |  |  |  |  |  |  |
| |                                                    |  |  |  |  |  |  |  |  |  |  |  |  |  |  |  |
| |                                                    |  |  |  |  |  |  |  |  |  |  |  |  |  |  |  |

## Sucesión
| Predecesor: Fernando de Borbón                | Princesa de Asturias 1830-1833    | Sucesora: Isabel de Borbón                                                        |
| Predecesor: Fernando VII                      | Reina de España 1833-1868         | Sucesor: Pascual Madoz Ibáñez (Presidente de la Junta Provisional Revolucionaria) |
| Predecesora: Ella misma (como reina reinante) | Reina titular de España 1868-1870 | Sucesor: Alfonso de Borbón y Borbón                                               |